# Andaházi Ignác
Andaházi Ignác 18. századi ferencrendi szerzetes.

## Élete
Kolozsváron volt ferencrendi szerzetes, 1765-68 között az egyik definitores, 1768-1771 között custos, 1774-1777 között ismét definitores.
Péterffy Konráddal együtt írta meg nyomtatásban megjelent egyetlen munkáját, amely Kolozsvárott látott napvilágot: De vera et aeterna natura divinitate Christi. Claudiopoli, 1745.